# Susitna
Susitna és una concentració de població designada pel cens dels Estats Units a l'estat d'Alaska. Segons el cens del 2000 tenia 37 habitants.

## Demografia
Segons el cens del 2000, Susitna tenia 37 habitants, 19 habitatges, i 6 famílies La densitat de població era de 0,1 habitants/km².
Dels 19 habitatges en un 15,8% hi vivien nens de menys de 18 anys, en un 26,3% hi vivien parelles casades, en un 10,5% dones solteres, i en un 63,2% no eren unitats familiars. En el 47,4% dels habitatges hi vivien persones soles el 26,3% de les quals corresponia a persones de 65 anys o més que vivien soles. El nombre mitjà de persones vivint en cada habitatge era d'1,95 i el nombre mitjà de persones que vivien en cada família era de 3,14.
Per edats la població es repartia de la següent manera: un 21,6% tenia menys de 18 anys, un 5,4% entre 18 i 24, un 24,3% entre 25 i 44, un 27% de 45 a 60 i un 21,6% 65 anys o més.
L'edat mediana era de 44 anys. Per cada 100 dones de 18 o més anys hi havia 107,1 homes.
La renda mediana per habitatge era de 22.500 $ i la renda mediana per família de 51.250 $. Els homes tenien una renda mediana de 51.250 $ mentre que les dones 0 $. La renda per capita de la població era de 17.355 $. Cap de les famílies i el 16,1% de la població estaven per davall del llindar de pobresa.

## Poblacions més properes
El següent diagrama mostra les poblacions més properes.